# Agugliaro
Agugliaro (venezianisch: Agujaro, deutsch veraltet: Agler) ist eine Kommune mit 1402 Einwohnern (Stand 31. Dezember 2023) in der oberitalienischen Provinz Vicenza. Sie befindet sich im Basso Vicentino, nahe der Grenze zur Provinz Padua, zwischen den Colli Berici und den Colli Euganei, die zu Vicenza bzw. Padua gehören.

## Name
Der Name geht wahrscheinlich auf das lateinische Aquilarium zurück, ein Name, der sich vielleicht auf die reichhaltige Anwesenheit von Wasser, insbesondere des Bacchiglione bezieht, aber auch mit den Adlern (Aquilae) in Verbindung gebracht wurde.

## Geschichte
Ein Notar hielt im Jahr 1333 Landkäufe im Umfang von 425 campi in Agugliaro fest.
Die Villa Saraceno, die Palladio 1543 entwarf, entstand im Auftrag des Biagio Saraceno aus Vicenza. Die Villa diente als Sommersitz und Landgut und ersetzte ein älteres Landgut der Familie, das noch 1546 bestand. Erstmals 1555 wird der Neubau Palladios erwähnt.

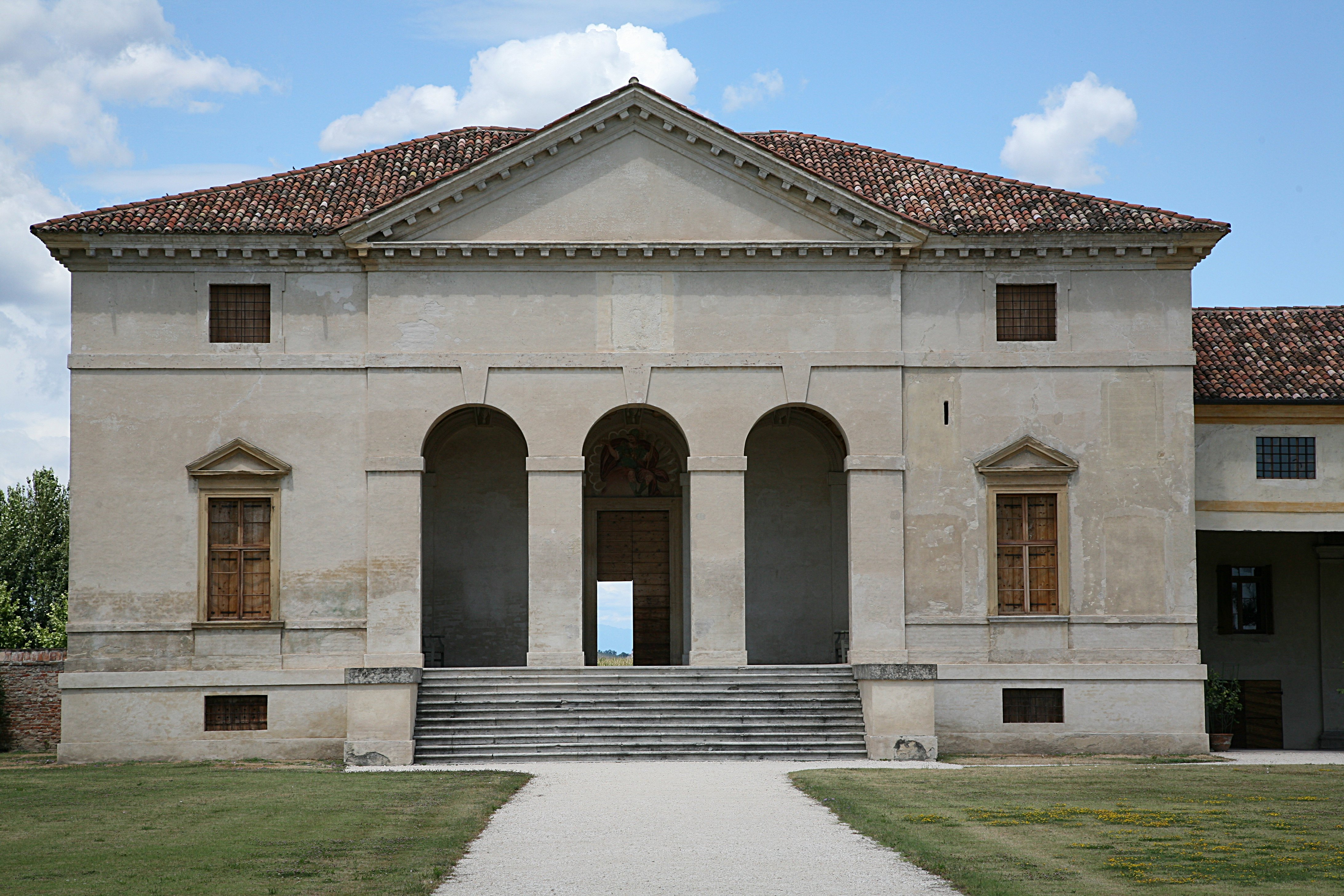
Villa Saraceno von Andrea Palladio

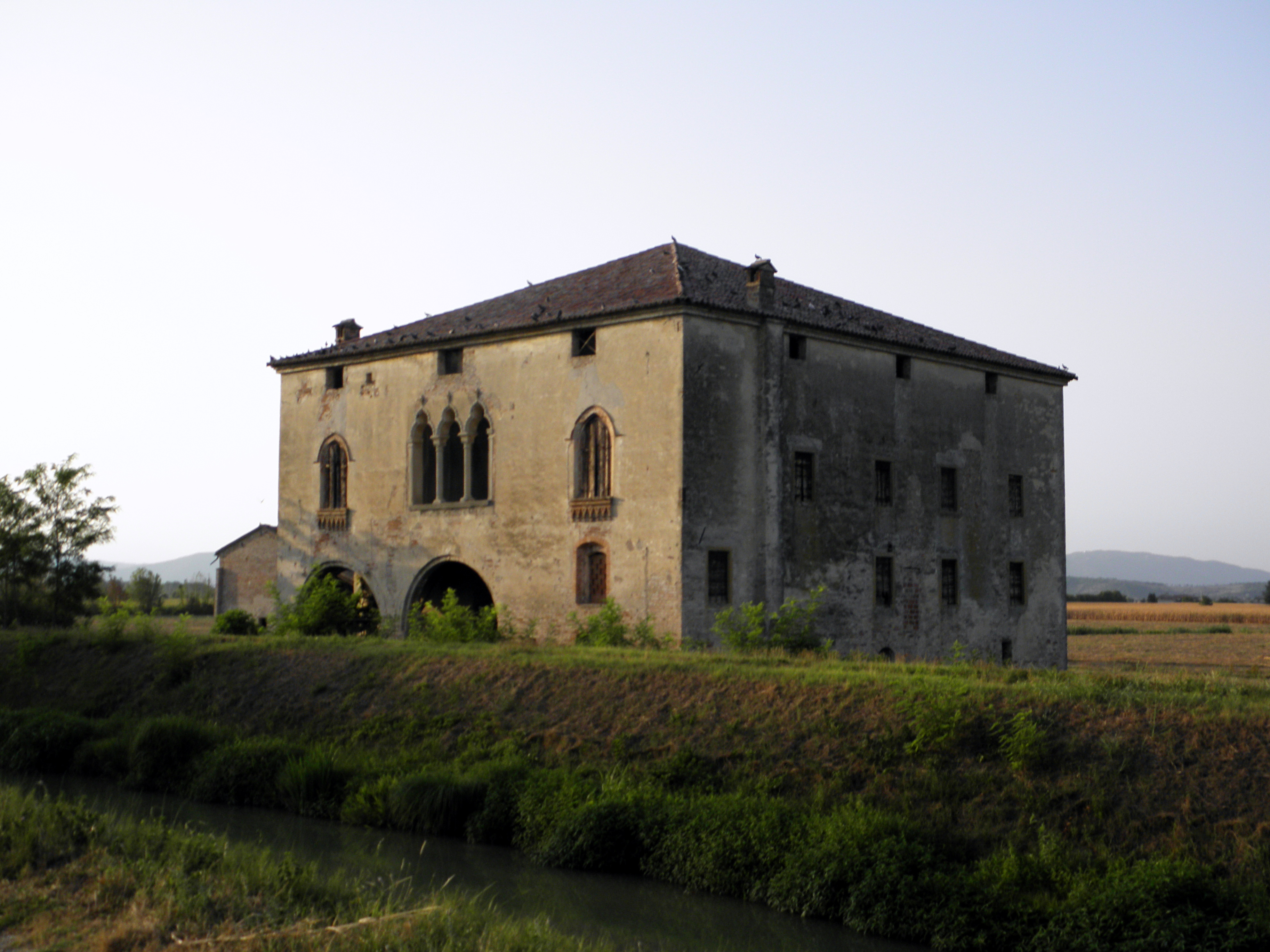
Villa Dal Verme

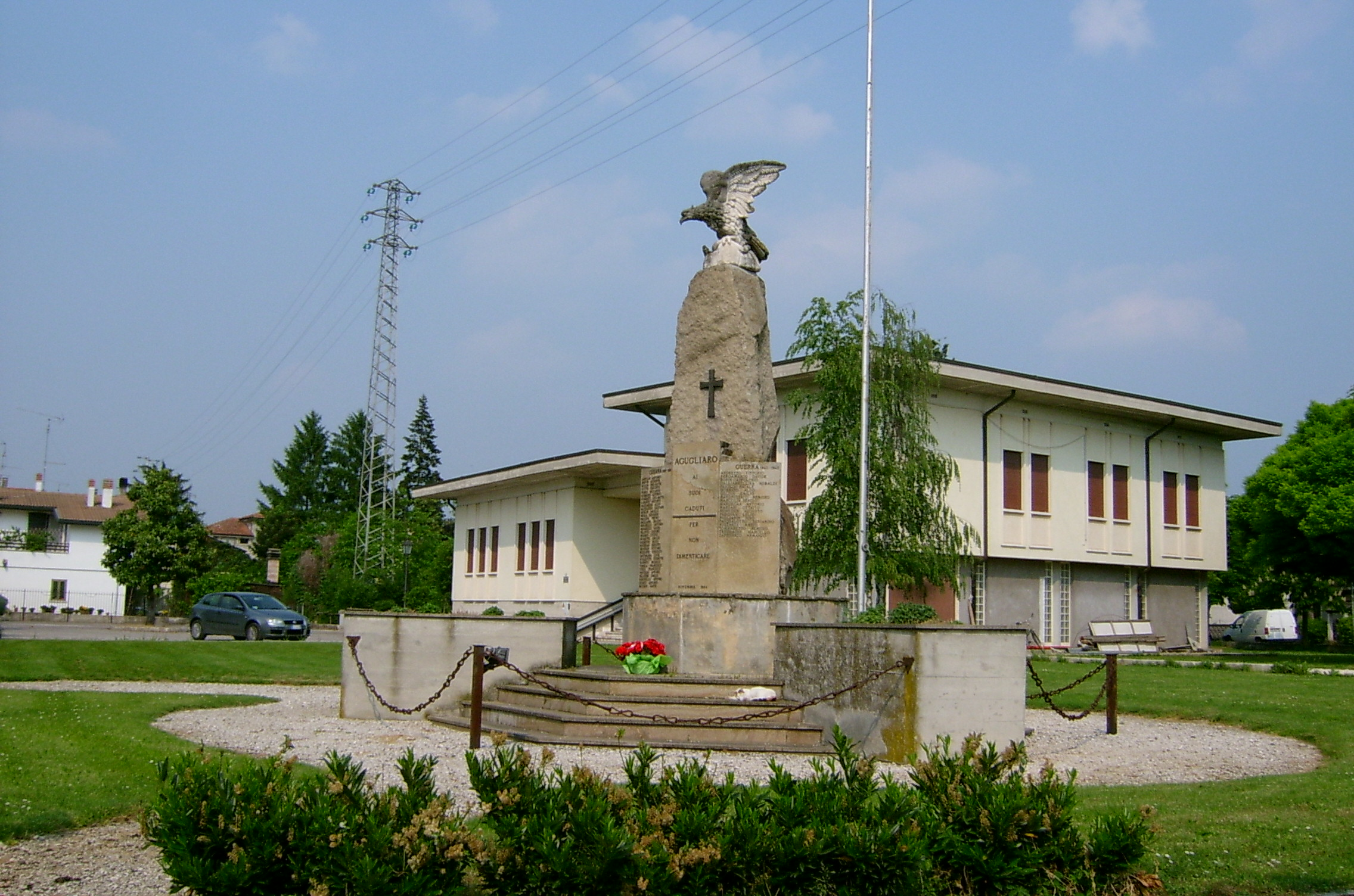
Kriegsdenkmal

1989 erwarb der britische Landmark Trust, eine private Organisation für Denkmalpflege, die Villa und ließ sie restaurieren, ebenso wie die zum Landgut gehörenden ehemaligen Bauernhäuser. Eine weitere Villa der Familie, der Palazzo delle Trombe, stammt ebenfalls aus dem 16. Jahrhundert und steht auf der gegenüberliegenden Seite der Via Finale nahe der Kreuzung im Dorf.
In mindestens einem Falle war der Rettore von Agugliaro zuständig für die Bezahlung eines Kaplans einer 1540 und 1566 visitierten Kirche, deren Name in den Quellen nicht genannt wird. Der Kaplan erhielt 25 Dukaten. In einigen Karten des 16. Jahrhunderts erschien der Ort unter dem Namen Lagugiaro.
1803 wohnten 174 Familien mit 758 Angehörigen in dem Ort.
Die heutige Kommune entstand durch Zusammenlegung der Kommune Fojascheda, die der heutigen Località San Marco entspricht, und der Kommune Agugliaro.

## Architektur
- Villa Dal Verme (14. Jahrhundert) über der Liona, dem Bach, der durch Agugliaro fließt, einer der wenigen erhaltenen gotischen Paläste des Veneto
- Villa Saraceno (1548, Località Finale) von Andrea Palladio (im Besitz des britischen The Landmark Trust)[5]
- Villa delle Trombe (Località Finale)

- Barchesse Trolio (Besitz der Familie Bressan), ehemaliger Wohnsitz der Pigafetta. Sie waren Conti von Agugliaro. Zu ihnen gehörte Antonio Pigafetta, der mit Magellan die erste Weltumsegelung unternahm
- Villa Pacchin
- Oratorium des San Bernardino (vielleicht aus der Zeit um 1000).
- Oratorium des San Marco (ebenfalls aus dieser Zeit?)
- Chiesetta di San Marco, Via Ponticelli 41

## Verkehr
Die nächstgelegenen Bahnhöfe sind in Lonigo (24 km) und Este (19 km), die mit Nahverkehrszügen nach Padua, Verona und Vicenza verbunden sind.